# Kunopas
Kunopas (lat. Nyctereutes procyonoides) je mala zvijer iz porodice pasa.
Izvorno potječe iz istočne Azije, s Dalekog istoka, Kine, Japana i sjeverne Indokine. Između 1931. i 1955., 10,000 jedinki preseljeno je u europski dio bivšeg Sovjetskog Saveza kao životinje za lovišta. Koriste se i u proizvodnji krzna. Dalje su se širili i danas su prisutni u Istočnoj i Srednjoj Europi. U Hrvatskoj je zakonski reguliran u Zakonu o lovu, premda ga u stvarnosti nema u prirodi.
Teži do 8 kg (prosječno 7 kg). Krzno je crno-smeđe boje, prugasto i dugodlako. Ima crne mrlje po licu te crne noge i rep s crnim prugama. Njuška je duga i konusna. Na obrazima je dlaka dulja. Rep je relativno kratak i prekriven dugom dlakom. Mijenja težinu ovisno o godišnjem dobu. U jesen pojačano jede, da skupi zalihe za zimu.
Svejed je, ima neobično raznoliku lepezu ishrane za pripadnika porodice psa. Hrani se: voćem, kukcima, beskralježnjacima, a ponekad i malim sisavcima i pticama. Hrana varira o godišnjem dobu. Kada je gladan, bez straha dolazi u ljudska naselja. Može se penjati i po drveću u potrazi za hranom.
Ako živi u hladnim krajevima spava zimski san. Prije zimskog sna, udvostruči težinu.
Monogamna je vrsta, mužjak i ženka žive zajedno cijeli život te zajedno odgajaju mladunčad.
Otkad su čizme "uggs" postale svjetski modni hit, populacija kunopasa u Kini znatno je opala, upravo zbog trgovine krznom, koje se uglavnom koristi za izradu kopija uggsica. Krzno kunopasa se koristi, zbog toga što na proizvode od njihovog krzna ne postoje carinska ograničenja, koja se odnose na proizvode od mačjeg ili psećeg krzna, kakvi se u Kini također mogu pronaći.